# 도호 예능
도호 예능(일본어: 東宝芸能) 또는 도호 엔터테인먼트는 일본의 영화사 도호 주식회사 (한큐 한신 도호 그룹)의 전체 지분의 연예 기획사이다. 일본 영화 전성기에 이른바 5사 체제 또는 6개사 체제로 대형 영화사가 많은 배우를 전속으로 점유하고 있던 시대의 도호 전속배우 제도와는 다른 흐름을 가진 기업이다 (따라서 미후네 도시로, 가야마 유조가 소속된 적이 없다) 이 장치의 지속적인 제작기구가 소멸된 후 회사의 전속이었던 도호 스타(아리시마 이치로, 타카시마 타다오, 츠카사요코, 호시 유리코, 미하시 타츠야 등)도 있다. 여성 탤런트의 경우는 대부분 도호 신데렐라 등 자사 오디션으로 소속된다.

## 연혁
- 1963년 - 도호 배우부를 분리해 설립.
- 1984년 - 제1회 도호 신데렐라 오디션이 개최되었다.
- 2019년 1월 - 도호 트윈 타워 빌딩에서 유라쿠초 전기 비루진구 북관 12층에 이전.[1]

## 주요 소속 배우

### 여성 배우
| - 나가사와 마사미 - 나카다 노아 - 노나미 마호 - 노무라 마미 - 니시카와 아이리 - 모리 히나미 - 모토야마 유우 - 미즈노 마키 - 미야모토 노부코 - 미츠야 나오 | - 사이토 유키 - 사이토 쿄코 - 사와구치 야스코 - 스도 카나코 - 스미 하나요 - 세나 준 - 시노가와 미호 - 시라세 미오 - 시로야마 노아 - 시마다 아야 | - 실비아 그랩 - 아오시마 코코로 - 아오노 유키 - 아사카 마나토 - 이케자와 아야카 - 아키야마 모모코 - 야마자키 히로나 - 야마무라 모미지 - 야마토 호노하 - 엔도 쿠미코 | - 오사와 사야카 - 오오츠카 치히로 - 이나가와 미쿠 - 이노우에 네오 - 이로하 쿠마가이 - 이시마루 시이나 - 이쿠타 토모코 - 이치로 마키 - 죠카로 모모카 - 츠카모토 나노 |

| - 츠카사 요코 - 타카하시 나노카 - 테라카와 리나 - 토노 아스카 - 토미타 아야 - 카미시라이시 모카 - 카미시라이시 모네 - 카미야 아마네 - 카키자와 유리아 - 콘 나츠미 - 쿠와바라 유코 | - 쿠로사와 토모요 - 쿠리하라 사야카 - 코지마 사리 - 콘노 아키코 - 하노 아키 - 하마베 미나미 - 하라 후키코 - 호시카제 마도카 - 후쿠모토 리코 - 히라노 리아나 | - RiRiKA |

### 남성 배우
| - 나나세 코우 - 니시가키 쇼 - 다이치 노부노가 - 다카하시 유다이로 - 마사노리 나리키요 - 모리 렌 - 스즈키 료헤이 (1993년 배우) - 야마구치 류오 - 요시타케 다우치 - 요코자와 켄지 | - 오사무라 코키 - 오자키 우소 - 오카노 이페이 - 이노우에 유타 - 이마이 키요타카 - 이시이 카즈아키 - 이시카와 타케시 - 이케우치 만사쿠 - 코바야시 켄 - 카쿠지 노모 | - 카토 타카히코 - 코우에 오다니 - 타니모토 마츠히로 - 타카시마 마사히로 - 타카시마 마사노부 - 타카오 유지 - 타티바나 하루키 - 토이 카츠미 - 하시즈메 준 - 후지오카 요시키 | - 히가시 린타로 - 히노 아라타 |

### 가수
| - 오오하라 유이코 - 카미시라이시 모카 - 카미시라이시 모네 - CASPEL - Phantasmagoric - PiXMiX - RiRiKA - YURiKA - XAI |

### 이전 소속
| - 고테가와 유코 - 나나세 리리코 - 나가무라 코키 - 나카사토 히로미 (현재 활동명은 오노에 히로미(尾上博美)) - 나토리 유코 - 다나카 켄 - 다나카 미사토 - 다카오 유지 - 다카시마 타다오 - 다카하시 유미코 | - 마스모토 유코 - 마지마 유우 - 무라이 쿠니오 - 모토야마 하코 - 미하시 타츠야 - 미호 아야 - 사치다 에리 - 세토야마 이사오 - 센고쿠 노리코 - 스즈키 아리사 | - 시오자와 토키 - 아키즈키 나루미 - 아사쿠라 아키 - 와카바야시 히로시 - 우시오 테츠야 - 에바타 유 - 오가와 료 - 오노 유키코 - 오치 시즈카 - 요시이 카즈하지 |

| - 요시타케 다이치 - 요시치 신지 - 이마이 유조 - 이마무라 케이코 - 카네오 미즈호 - 코다카 에미 - 쿠로세 마나미 (2006년 제6회 도호 신데렐라 그랑프리) - 쿠지 아카리 - 키미자와 유키 - 타마키 나루미 - 하이데 쇼코 | - 하루카제 히토미 - 후지시로 미나코 - 호시 유리코 - OnePixcel (2015년 결성, 2021년 6월 해체) |

## 도호 신데렐라 오디션
이 문서는 도호 주식회사의 자회사 도호 예능에서 주최하는 오디션 대회.

## 같이 보기
- 도호 주식회사